# La Rochette (Charente)
La Rochette is een gemeente in het Franse departement Charente (regio Nouvelle-Aquitaine) en telt 514 inwoners (2004). De plaats maakt deel uit van het arrondissement Angoulême.

## Geografie
De oppervlakte van La Rochette bedraagt 11,1 km², de bevolkingsdichtheid is 46,3 inwoners per km².
De onderstaande kaart toont de ligging van La Rochette (Charente) met de belangrijkste infrastructuur en aangrenzende gemeenten.

## Demografie
Onderstaande figuur toont het verloop van het inwonertal (bron: INSEE-tellingen).